# Meteorologie
Meteorologie je věda zabývající se atmosférou. Studuje její složení, stavbu, vlastnosti, jevy a děje v ní probíhající, například počasí. Meteorologie je považována za část fyziky, proto je často chápána jako „fyzika atmosféry“ a je vyučována na matematicko-fyzikálních fakultách. Na mnoha univerzitách je meteorologie často vyučována jako součást věd o Zemi, což zohledňuje souvislost atmosféry s dalšími krajinnými sférami. Poznatky meteorologie jsou nezbytné v mnoha odvětvích lidské činnosti – doprava, zemědělství, vojenství. S meteorologií úzce souvisí hydrologie.

## Tematické okruhy meteorologie
Tematickými okruhy meteorologie jsou:
- složení a stavba atmosféry,
- oběh tepla a tepelný režim v atmosféře a na zemském povrchu včetně radiačních procesů a různých mechanismů neradiační výměny mezi atmosférou a aktivním povrchem a v atmosféře samé,
- oběh vody a její fázové změny v atmosféře v interakci se zemským povrchem,
- atmosférické pohyby – všeobecnou cirkulaci atmosféry, její složky a místní cirkulace,
- elektrické pole atmosféry,
- optické a akustické jevy v atmosféře.

Meteorologie se zabývá především troposférou a stratosférou, neboť tyto části atmosféry jsou nejdůležitější z hlediska předpovědi počasí. Studiem vysoké atmosféry se zabývá aeronomie.

## Meteorologické modely počasí
Předpověď počasí je umožněna díky matematickým meteorologickým modelům počasí. V České republice existují dva hlavní modely:
- ALADIN používaný ČHMÚ
- MEDARD používaný AV ČR

## Klimatologie
Pozvolna se osamostatňujícím se oborem meteorologie je klimatologie, která je však správněji zařazována mezi vědy geografické. Klimatologie je věda o podnebích (klimatech) na Zemi, o podmínkách a příčinách jejich utváření a rovněž o působení klimatu na objekty činnosti člověka, na samotného člověka i na různé přírodní děje a naopak. Úkolem klimatologie je studovat obecné zákonitosti klimatických jevů, utváření zemského klimatu, jeho změny a kolísání s cílem využití poznatků pro předpovídání a melioraci klimatu.

## Historie meteorologie

### Historie světové meteorologie
- 5000 př. n. l. – zemědělská revoluce – člověk se stává závislým na počasí.
- 5. st. př. n. l. – vyvěšována tzv. parapegmata, která obsahovala i informace meteorologického rázu, hlavně o proudění („věž větrů“ v Athénách).
- 4. století př. n. l. – Platón meteora = věci nadzemské
- kolem 340 př. n. l. – Aristoteles – Meteorologica
- 64 n. l. – Seneca mluví o znečištěném vzduchu v Římě.
- Meteorologie je spojována s astronomií a astrologií (astrometeorologie).
- 15. století – Byla doložena znalost pasátů.
- okolo 1500 – Leonardo da Vinci sestavuje hygrometr.

#### 17. století
- 1606–1607 – Galileo Galilei a jeho žáci konstruují kapalinové teploměry.
- 1644 – Jan Evangelista Torricelli sestrojuje rtuťový tlakoměr.
- 1657–1667 – Accademia del Cimento založená ve Florencii dává popud k prvním systematickým meteorologickým pozorováním.
- Přes krátké trvání Akademie zájem o meteorologická měření a pozorování již neustal.
- 1667 – Robert Hooke sestrojuje anemometr pro měření rychlosti větru.
- 1686 – Edmund Halley zmapoval pasáty, usuzuje, že změny a procesy v atmosféře jsou řízeny slunečním teplem, potvrzuje Pascalovy objevy týkající se atmosférického tlaku.

#### 18. století
- Počátkem 18. století je meteorologie ještě součástí fyziky.
- 1735 – George Hadley jako první dává do spojení stáčení pasátů a rotaci Země (mechanismus popsal nesprávně), popsal cirkulační buňku, která je dnes známa jako Hadleyho buňka.
- 1780 – V Manheimu byla založena Societa meteorologica palatina, meteorologická společnost s 39 meteorologickými stanicemi.
- 1780 – Horace-Bénédict de Saussure sestrojuje vlasový vlhkoměr k měření vzdušné vlhkosti.
- 1792 – Societa meteorologica palatina publikuje výsledky měření a pozorování z let 1780–1792, ty se staly základem pro formulaci prvních meteorologických teorií.

#### 19. století
- Počátkem 19. století vznikají sítě meteorologických stanic a první meteorologické ústavy – Hlavní geofyzikální observatoř v Petrohradě, Ústav pro meteorologii a zemský magnetismus ve Vídni.
- 1802–1803 – Luke Howard vydává spisek O změnách oblaků (On the Modification of Clouds), ve kterém zavádí latinské pojmenování oblaků.
- 1806 – Francis Beaufort představuje stupnici odhadu rychlostí větru.
- Druhá polovina 19. století W. Ferrel, H. Helmholtz a jiní – poznatky hydrodynamiky a termodynamiky – počátky dynamické meteorologie.
- 1820 – Heinrich Wilhelm Brandes sestavuje mapu tlaku vzduchu, jedná se o první synoptickou mapu.
- 1825 – E. F. August vyvíjí psychrometr.
- 1843 – Lucien Vidie sestavuje aneroid.
- mezi 1845–1862 – Alexander von Humboldt definuje pojem klima.
- 1846 – John Thomas Romney Robinson vynalézá miskový anemometr.
- po 1850 – se rozvíjí synoptická metoda studia meteorologických dějů – vzniká synoptická meteorologie.
- 1855 – Mathew Fontaine Maury svolal do Bruselu mezinárodní konferenci ustavující pravidla pro předávání meteorologických zpráv na moři a kolem pobřeží.

#### 20. století
- Počátek 20. století – Kolem V. Bjerknese se formuje norská frontologická škola.
- 1941 – Během 2. světové války se rozvíjí radarová meteorologie.
- 1946 – John von Neumann začíná s matematickým modelováním počasí.
- V druhé polovině 20. století se rozvíjí družicová meteorologie.
- 1960 – Byla vypuštěna meteorologické družice TIROS-1.
- Před rokem 1976 byl osmi státy Evropy zahájen program Meteosat.
- 1977 – Byla vypuštěna meteorologická družice Meteosat 1.

### Historie české a slovenské meteorologie
- 1092 – Kosmas – první zmínky o počasí na území Čech
- 1533–1534 – žerotínské denní záznamy o počasí
- 1558–1568 – záznamy o počasí z Bratislavy a Prešova pozorované na cestách Žigmunda Tordy.
- 1717 – Zákupy – teplota a tlak vzduchu
- 1717–1720 – Ján Adam Rayman provádí v Prešově první pravidelné denní měření tlakoměrem a teploměrem.
- 1771 – klementinská řada teplot
- 1804 – klementinská řada srážek
- 1871 – Hrabě Mikuláš Konkoly-Thege zakládá observatoř v Hurbanovu.
- 2010 – Česká republika se stala členem EUMETSAT.

## Meteorologické školy
- Norská frontologická škola – založena Bjerknesem
- Americká meteorologická škola – založena Rossbym

## Meteorologické organizace
- 1873 – Konal se První mezinárodní meteorologický kongres (First International Meteorological Congress) ve Vídni.
- 1873 – Byla ustavena Mezinárodní meteorologická organizace (IMO, International Meteorological Organization).
- 1947 – Byla obnovena Světová meteorologická organizace (WMO, World Meteorological Organization) pod záštitou Organizace spojených národů (UN, United Nation) – Výkonný výbor a sekretariát organizace sídlí v Ženevě.

## Meteorologické prvky
Meteorologické prvky slouží k definování okamžitého stavu atmosféry. Čím více meteorologických prvků známe, tím lépe umíme počasí popsat.
- atmosférický tlak
- teplota
- vlhkost vzduchu
- rychlost větru
- směr větru
- srážky
- výpar
- oblačnost
- záření
- délka slunečního svitu
- výška a stav sněhové pokrývky
- aerosoly v ovzduší
- atmosférická elektřina
- radioaktivita

## Meteorologické jevy
Plošná četnost meteorologických jevů značí, na jaké části či procentu území se jev očekává:
- Bez jevů – jev se neočekává nebo nejvýše na 4 % plochy území
- Ojediněle – jev se očekává na 5 až 29 % plochy území (tj. na méně než třetině území)
- Místy – jev se očekává na 30 až 69 % plochy území (tj. zhruba na polovině území)
- Na většině území – jev se očekává na více než 50 % plochy území (tj. na více než polovině území)
- Bez specifikace (se sněžením, občas déšť...) – jev se očekává na více než 70% plochy území (tj. skoro všude nebo všude)

## Meteorologická měřicí technika

### Měření dohlednosti
- Transmisometr – přístroj na měření dohlednosti na základě rozptylu světla v atmosféře. Využívá se v letecké meteorologii ve zprávách ATIS (METAR).
- Měřič dopředného rozptylu – modernější verze transmisometru.

### Měření srážek
- Srážkoměr (ombrometr) – přístroj pro měření úhrnů srážek, obvykle za 24 hodin. Používají se srážkoměry s různou záchytnou plochou
- Ombrograf – registrační přístroj pro měření množství srážek

### Měření teploty
Pro klimatické a synoptické účely se měří ve výšce 2m nad povrchem země ve stínu, zpravidla v psychrometrické – meteorologické budce.
- Skleněné teploměry – pracuje na principu různé teplotní a délkové (objemové) roztažnosti plynů a kapalin
  - Kapalinové
    - Lihové
      - Minimální teploměr – minimální teplota se odečítá podle skleněné nebo plastové tyčinky (tzv. indexu), která plave v měrné kapiláře v lihovém sloupci. Povrchové napětí lihu při zkracování sloupce s sebou stahuje index a ponechává jej v místě největšího zkrácení. Minimální teplota se odečítá podle konce indexu, který je blíže hladině. Teploměr se nastavuje otočením z vodorovné polohy do svislé, baňkou vzhůru. Index tíhou sjede k hladině lihu. Přízemní minimální teploměr se umisťuje do výše 5 cm nad povrchem země.
      - Sixův teploměr – jde o teploměr maximo-minimální. Teploměrným médiem je zpravidla líh, toluen a pod. Skleněná kapilára má tvar „U“. Levý konec kapiláry je zakončen baňkou dosti velkého obsahu s měrnou kapalinou. Rtuť není teploměrným médiem, posunuje skleněné indexy tvaru tyčinky s feromagnetickými jemnými pružinkami, kterými se opírají o stěnu kapiláry. Podle dolních, mírně rozšířených konců se odečítá maximální a minimální teplota na dvou stupnicích. Zpětně se indexy stahují magnetem dolu ke koncům rtuťového sloupečku. Minimální teplota se odečítá na převrácené stupnici na té straně, kde je baňka. Maximální teplota pak na normálně orientované stupnici na druhé straně (pravé). Pro svou velkou tepelnou setrvačnost se v odborné praxi nepoužívá. Dělení stupnic je zpravidla po jednom stupni. Jemnější dělení by vyžadovalo zvětšení celého teploměru a tím i zvětšení jeho setrvačnosti.

    - Rtuťové teploměry
      - Půdní teploměry lomené pro hloubky zpravidla 2, 5, 10 a 20 cm, dále pak teploměry hloubkové pro hloubky 50 a 100 cm
      - Maximální teploměr
      - Staniční teploměr

  - Beckmannův teploměr – teploměr měřící oteplení, určený pro kalorimetrická měření
  - Vertex – kontaktový teploměr
- Bimetalové teploměry – deformační teploměr tvořený bimetalem, pracuje na principu různé teplotní a délkové (objemové) roztažnosti kovů dvojkovu (bimetalu)
- Odporové teploměry (elektrické)
  - Kovové teploměry
  - Polovodičové teploměry (termistory)
  - Termočlánky
  - Infrateploměry
  - Akustické anemometry – odvozené měření virtuální teploty, měření rychlosti a směru větru.
- Pyrometry – infračervené záření
- Akustické teploměry – využívající principu změny rychlosti šíření zvuku při různých teplotách.
- Termograf – registrační přístroj k měření teploty – používá bimetalový teploměr.

### Měření tlaku
- Aneroid – kovový tlakoměr, pracuje na principu deformace kovové krabičky (Vidiho dózy)
- Rtuťový barometr (staniční) – kapalinový tlakoměr
- Hypsometr – zjišťuje tlak změřením bodu varu vody (nebo jiné kapaliny)[1]
- Barograf – registrační přístroj zaznamenávající změny tlaku, používá aneroid

### Měření větru
Měření větru znamená určení směru a rychlosti větru. Obvykle se měří horizontální vektor větru, ale existují přístroje pro měření vertikální složky.
- Anemometr – přístroj pro měření rychlosti a popřípadě i směru větru. Potom se nazývá anemorumbometr, anebo anemometrické dvojče. Vždy jsou to pak přístroje distanční, čidlo – anemometr a směrovka zpravidla ve výši 10 m nad zemí, výnos – ukazatel rychlosti a směru větru v místě. Přenos z čidel na výnos může být mechanický, elektrický, pneumatický.
  - Mechanický
  - Aerodynamický anemometr – Pitotova nebo Venturiho trubice, přenos na výnos je pneumatický. Výnos může být dutý plovák, Vidieho krabičky – viz aneroid. Do této skupiny patří i tzv. Robinsonův miskový kříž, kde se využívá různý aerodynamický odpor dutých polokoulí (dvou a více) rotujících kolem svislé osy – rotační anemometr.
  - Zchlazovací
  - Vířivý
  - Tlakové
  - Značkovací
- Termoanemometr – přístroj, který k určení rychlosti proudění vzduchu využívá zchlazování zahřívaného čidla.
- Katateploměr – kapalinový (ethylalkohol) skleněný teploměr předepsaných rozměrů. Lze s ním měřit výsledný ochlazovací účinek prostředí, rychlost proudění vzduchu a při použití dvou katateploměrů s rozdílným povrchem i účinnou teplotu okolních ploch.

### Měření vlhkosti
- Absolutní metoda (váhová) měření vlhkosti spočívá ve změření a výpočtu rozdílu hmotnosti vlhkého vzorku a vzorku zcela vysušeného.
- Kondenzační metoda – princip založený na měření rosného bodu podchlazováním měřící plošky, přičemž z teploty rosného bodu Tr a tlaku p lze určit relativní vlhkost.

- Hygrometrické metody – využívá změny média v závislosti na relativní vlhkosti.
  - Hygrometr vlasový – pracuje na principu změny délky odmaštěného lidského světlého vlasu (jiného média) s měnící se relativní vlhkostí vzduchu (plynu). Tato Závislost je přímo úměrná relativní vlhkosti, ale není lineární, s přibývající vlhkostí se změna délky vlasu zmenšuje.

- Elektrické metody – měření relativní vlhkosti elektrickým převodníkem je obvykle založeno na změně kapacity kondenzátoru, jehož dielektrikum je vytvořeno tenkou vrstvou speciálního polymeru. Změnou vlhkosti se mění se mění elektrické vlastnosti polymeru.
  - Kapacitní vlhkoměry – elektrický vlhkoměr

- Psychrometrická metoda – princip je založen na úměrnosti psychrometrického rozdílu teplot „suchého“ (ts) a „vlhkého“ (tv) teploměru, který je úměrný rozdílu napětí Ev nasycených par při teplotě tv a skutečného napětí par e, dělenému barometrickým tlakem pb, kde A je konstanta:
  - Assmanův aspirační psychrometr – skládá se ze dvou teploměrů (suchého a vlhkého),
  - Psychrometr je tvořen dvojicí teploměrů stejné konstrukce, v meteorologické praxi se používají tzv. staniční teploměry. Jeden z teploměrů nemá žádnou úpravu a udává skutečnou teplotu vzduchu t. Druhý teploměr, který je nazýván vlhký, udává tzv. vlhkou teplotu t', má baňku obalenu textilií, která je navlhčena destilovanou vodou. Rychlost odpařování vody je závislá jednak na relativní vlhkosti vzduchu (při 100 % se voda neodpařuje), jednak na rychlosti proudění vzduchu.
  - Augustův psychrometr – Umisťuje se zásadně do meteorologické – psychrometrické budky a je oproti klasickému psychrometru upraven tak, že na baňku vlhkého teploměru je navléknuta textilní trubička – dutý knot „punčoška“. Ta je asi 5 cm dlouhá a svým dolním koncem sahá do nádobky s destilovanou vodou. Odpařená voda je doplňována vzlínáním. Podmínkou je, že nádobka má byt pokud možno plná a hladina vody v ní má být 3 cm pod baňkou. Uvnitř budky je za normálních větrných podmínek turbulentní proudění o průměrné rychlosti cca 0,7 m/s. Pro tuto rychlost jsou počítány „psychrometrické tabulky“ ve kterých podle t a t' najdeme skutečné napětí vodní páry e v torrech, v novějších vydáních v hektopaskalech (hPa). Dále se tam nalezne hodnota relativní vlhkosti R. V tabulce rosného bodu se podle skutečného napětí vodní páry e a skutečné teploty t nalezne teplota rosného bodu. Je-li rychlost větru menší než 2 m/s, provádí se oprava na bezvětří, je-li rychlost větru větší než 7 m/s, dělá se oprava na velkou rychlost.

### Měření výšky základny oblačné vrstvy
- Ceilometr – měření výšky základny oblačné vrstvy. Využívá se v letecké meteorologii ve zprávách ATIS (METAR).
  - Optický ceilometr
  - Laserový ceilometr

### Měření záření
- Slunoměr (Heliograf)
  - Slunoměr Campbellův a Stokesův – měření trvání slunečního svitu. Jedná se o skleněnou kouli, která propaluje registrační pásek.
  - Slunoměr Marvinův
  - Slunoměr Jordanův – měření trvání slunečního svitu, trvání se zaznamenávalo na světlocitlivý papír.
- Radiometr – měření elektromagnetického záření (staniční, družicové)
  - Pyrheliometr – měření přímého slunečního záření
  - Aktinometr – srovnávací měření přímého slunečního záření
  - Pyranometr – měření globálního slunečního záření
  - Pyrradiometr – měření krátkovlnného i dlouhovlnného záření
  - Bilancometr – měření rozdílu celkového záření
  - Albedometr – měření albeda